# Конота панамська
Коно́та панамська (Psarocolius montezuma) — вид горобцеподібних птахів родини трупіалових (Icteridae). Мешкає в Мексиці і Центральній Америці.

## Опис

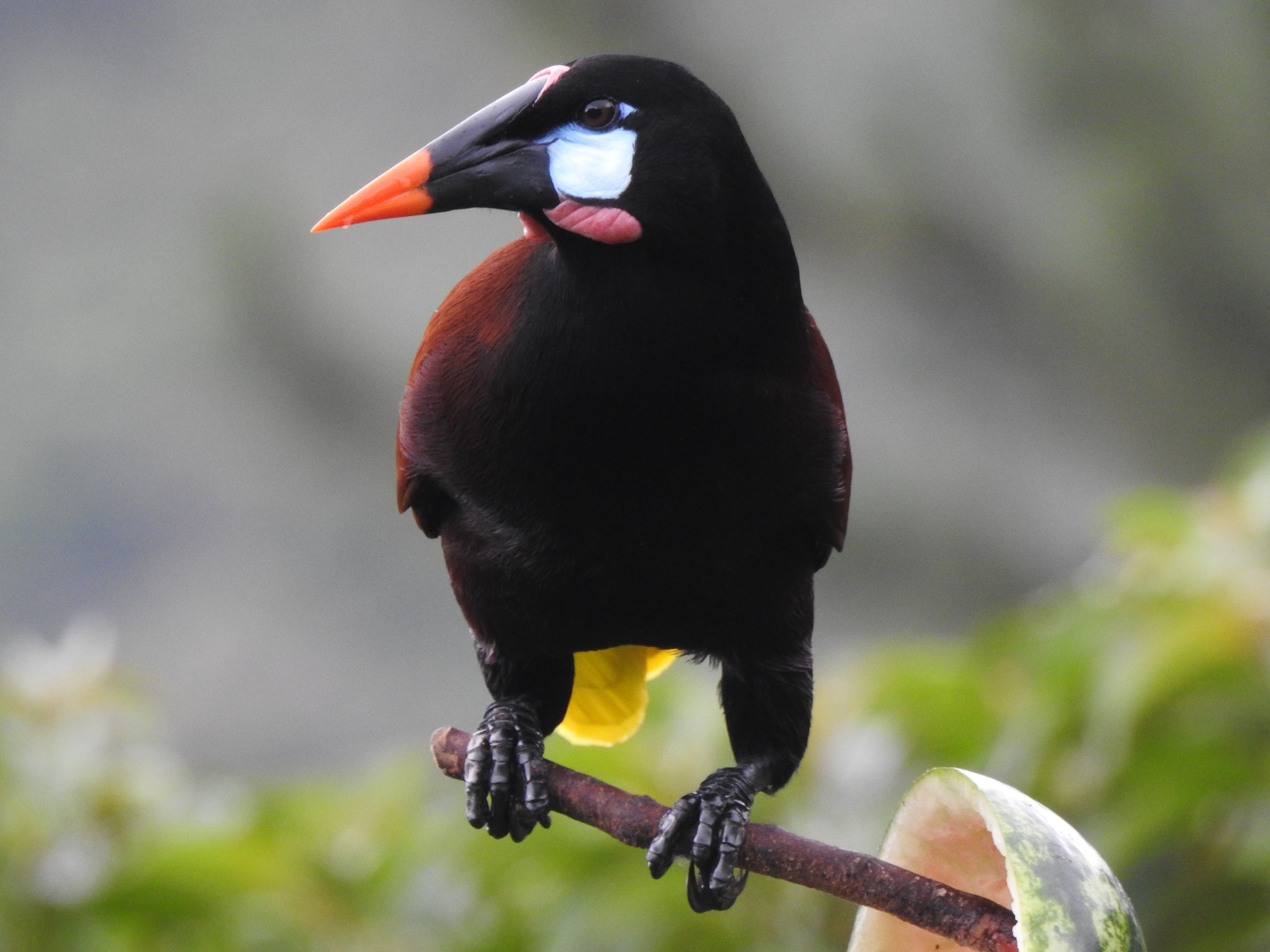
Панамська конота

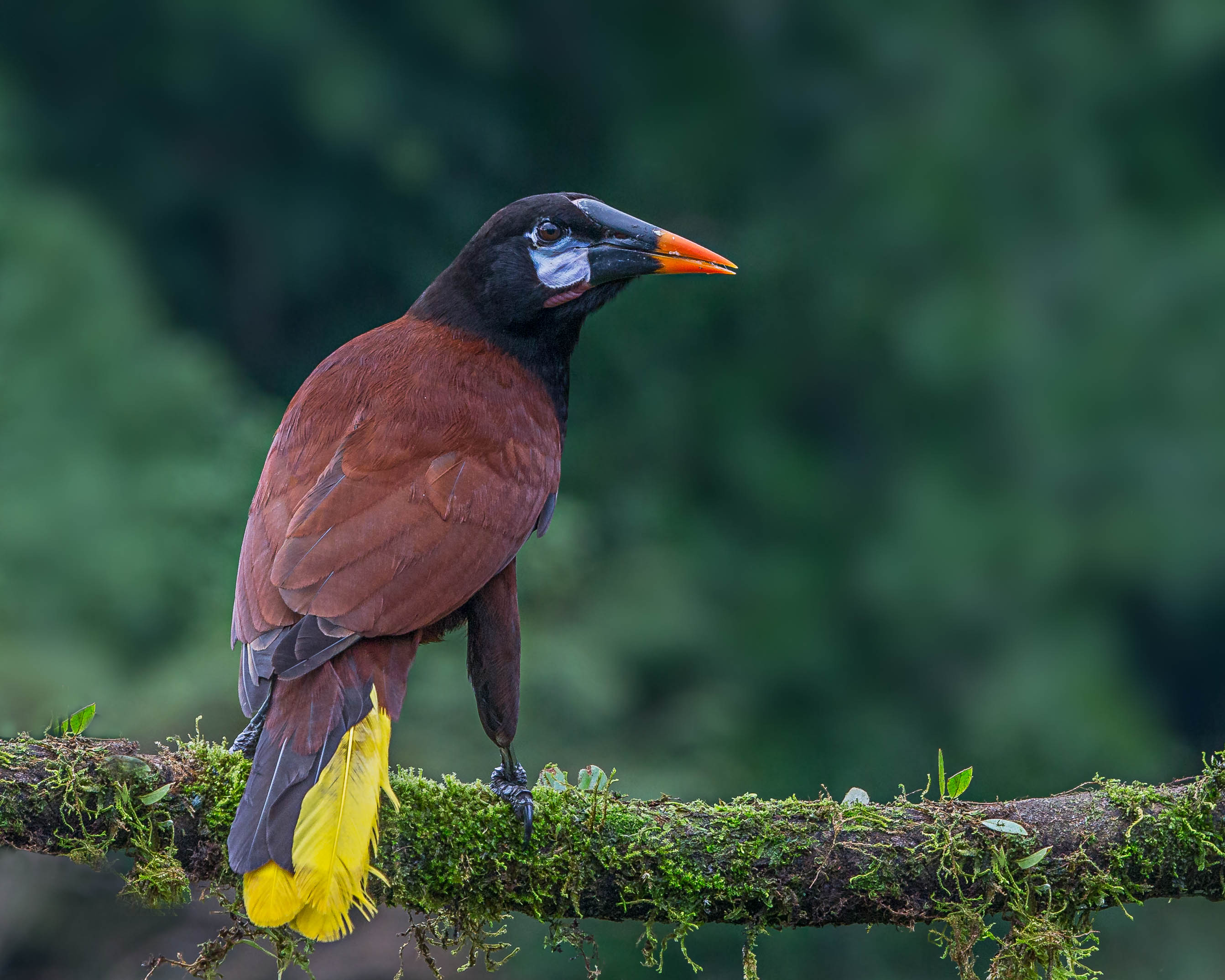
Панамська конота

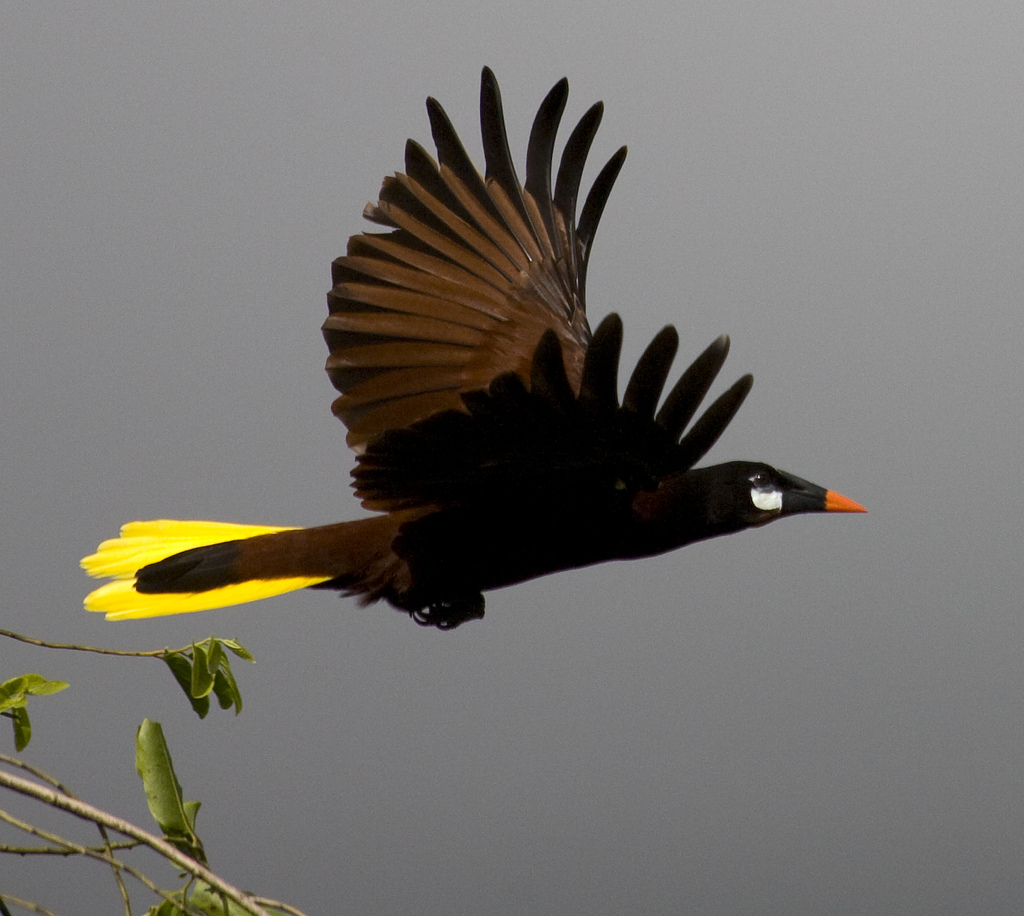
Панамська конота в польоті

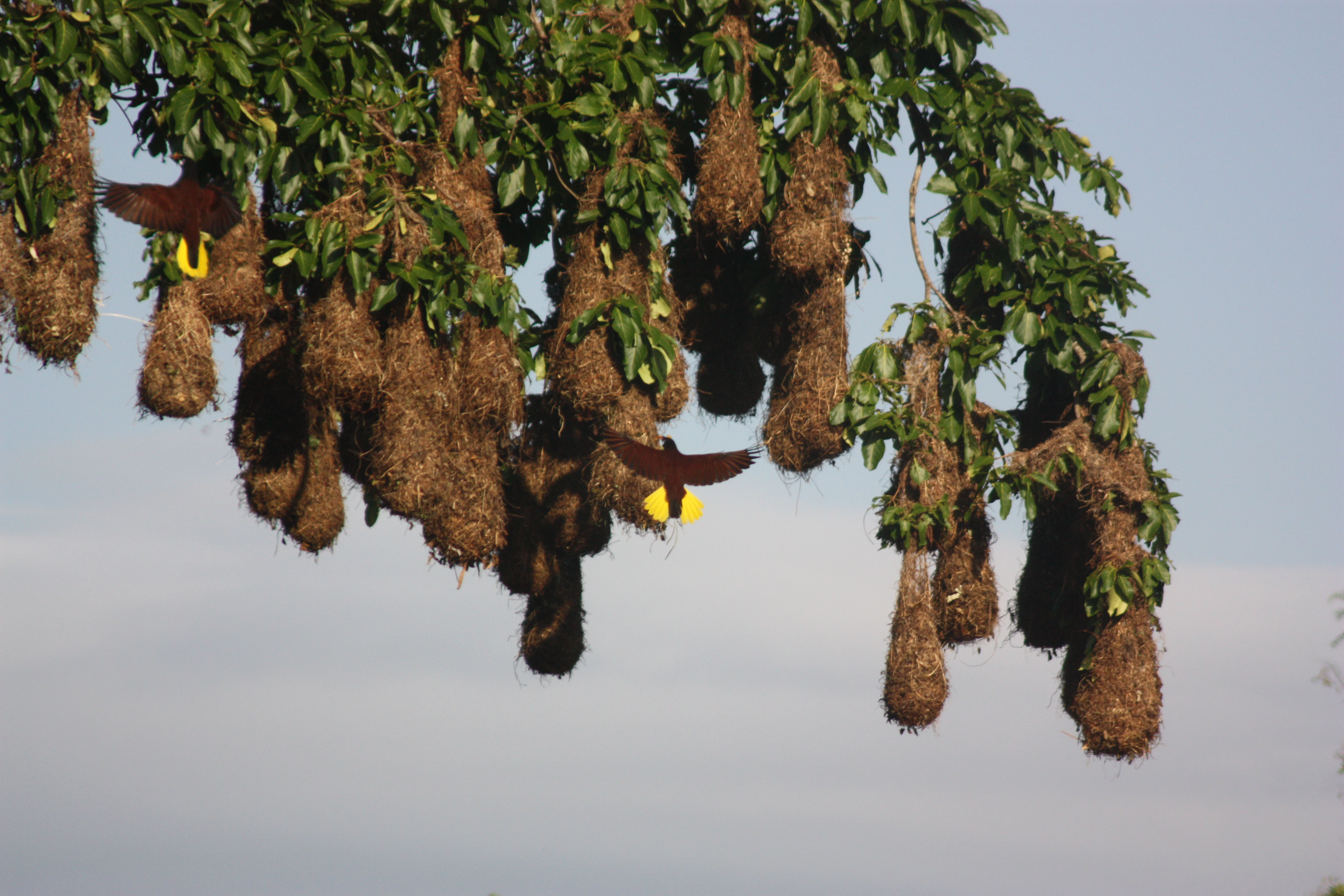
Гніздова колонія панамських конот

Довжина самців становить 47,5-50 см, самиць 38-39 см, самці важать 520 г, самиці 230-245 г. Самці є удвічі важчими за самиць, що робить панамських конот одними з найбільш статево диморфних птахів світу. Голова і груди у них чорні, решта тіла темно-каштанова, крила мають чорні кінчики, хввст жовтий (за винятком чорних центральних стернових пер). Під очима плями голої блакитної шкіри, під дзьоб рожеві шкіряні вирости, які у самиць є меншими. Райдужки карі, дзьоб чорний з оранжевим кінчиком. Молоді птахи мають більш тьмяне забарвлення, дзьоб у них світліший.

## Поширення і екологія
Панамські коноти мешкають в Мексиці (на південь від південного Тамауліпаса), Гватемалі, Белізі, Гондурасі, Нікарагуа, Коста-Риці і Панамі. Вони живуть в кронах вологих рівнинних тропічних лісів, на узліссях і плантаціях, на висоті до 800 м над рівнем моря. Зустрічаються зграями. Живляться великими комахами, дрібними безхребетними, нектаром і плодами, зокрема бананами, плодами Cecropia, Bursera simaruba і Trophis racemosa. Під час негніздового періоду вони ведуть кочовий спосіб життя, спостерігалися сезонні міграції. Панамські коноти гніздяться колоніями, які зазвичай нараховують приблизно 30 гнізд, однак можуть нараховувати до 172 гнізд. В кожній колонії є домінантний самець, який  парується з більшістю самиць після складних демонстраційних шлюбних поклонів, хоча інші самці також спірюються з самицями. Гнізда мають мішечкоподібну форму, довжиною 60-180 см, самиці плетуть їх з рослиних волокон і лоз і підвішують на деревах висотою 30 м. В кладці 2 білих або охристих яйця, поцяткованих темними плямками. Інкубаційний період триває 15 днів, пташенята покидають гніздо через 30 днів після вилуплення.